# Denis Abdulahi
Denis Abdulahi, född 22 maj 1990 i Mitrovica, är en finländsk fotbollsspelare som spelar för VPS. Hans naturliga position är defensiv mittfältare, men han kan spela på andra positioner också.

## Karriär

### FC Viikingit
Den 16 maj 2009 gjorde Abdulahi sin A-lagsdebut för FC Viikingit. Han visade omedelbar framgång på mittfältet. Under början av 2010, gjorde han också sin landslagsdebut för Finlands U21-landslag.

### Örebro SK
Den 30 juli 2010 meddelade Örebro SK att Abdulahi skrivit på ett långtidskontrakt med klubben. Han var på ett provspel i klubben i mitten av juni 2010 och klubben beslöt att värva honom efter lyckats bra på provspelet. När han skrev på för Örebro SK beskrevs han som en dynamisk defensiv mittfältare med stor arbetskapacitet och massor av potential.